# Dragfjäder

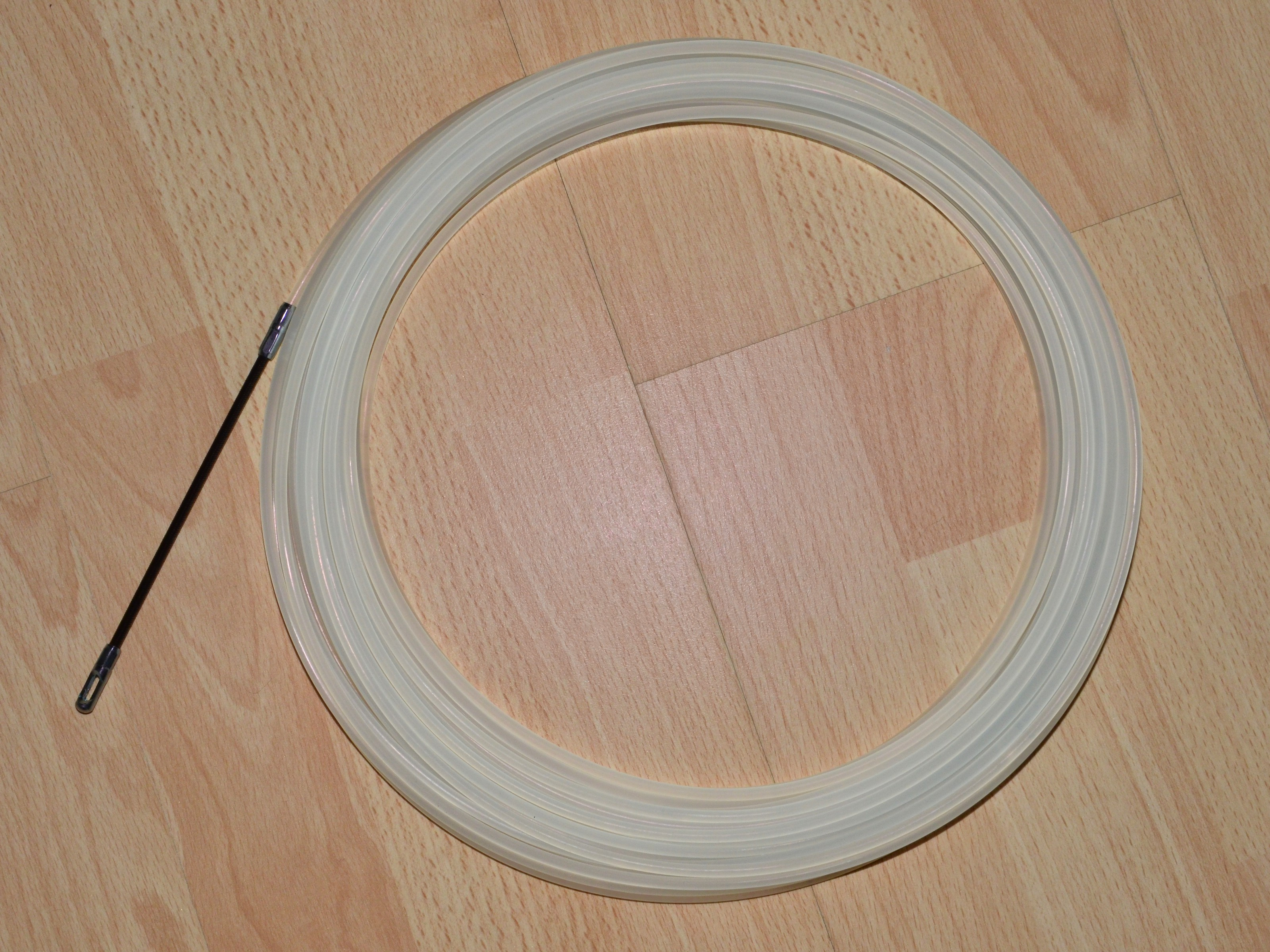
En dragfjäder i nylon.

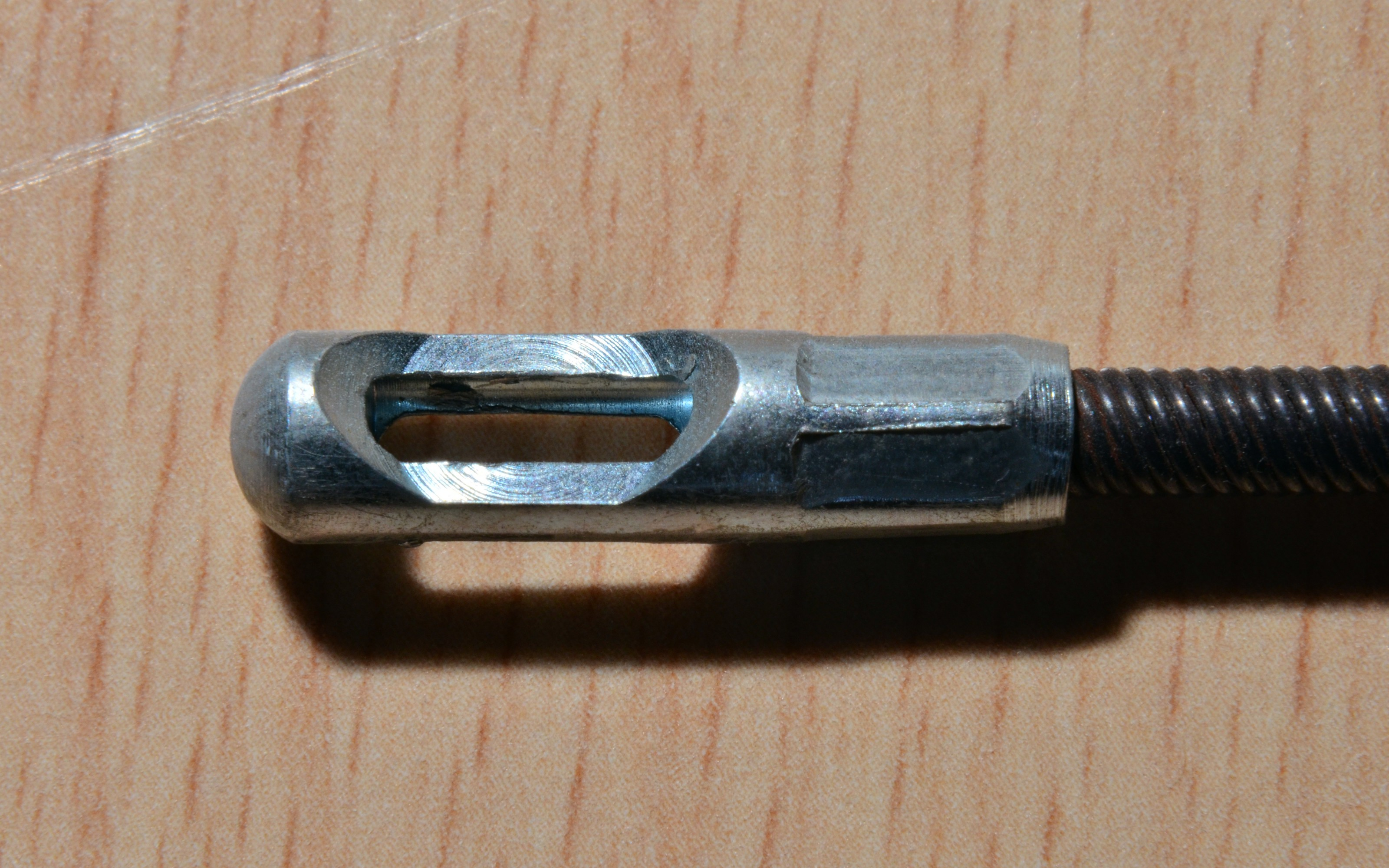
Spetsen på en dragfjäder. Hålet är till för att fästa en kabel eller dragsnöre.

Dragfjäder är en anordning tillverkad av fjäderstål eller nylon som man för in i kanalisationsrör för att dra in nya kablar när inget existerande dragsnöre finns. Längden är vanligen mellan 8 och 20 meter. Längre och kraftigare dragfjädrar brukar kallas rörål och finns i längder på upp till 120 meter.